# Fulvio Tessitore

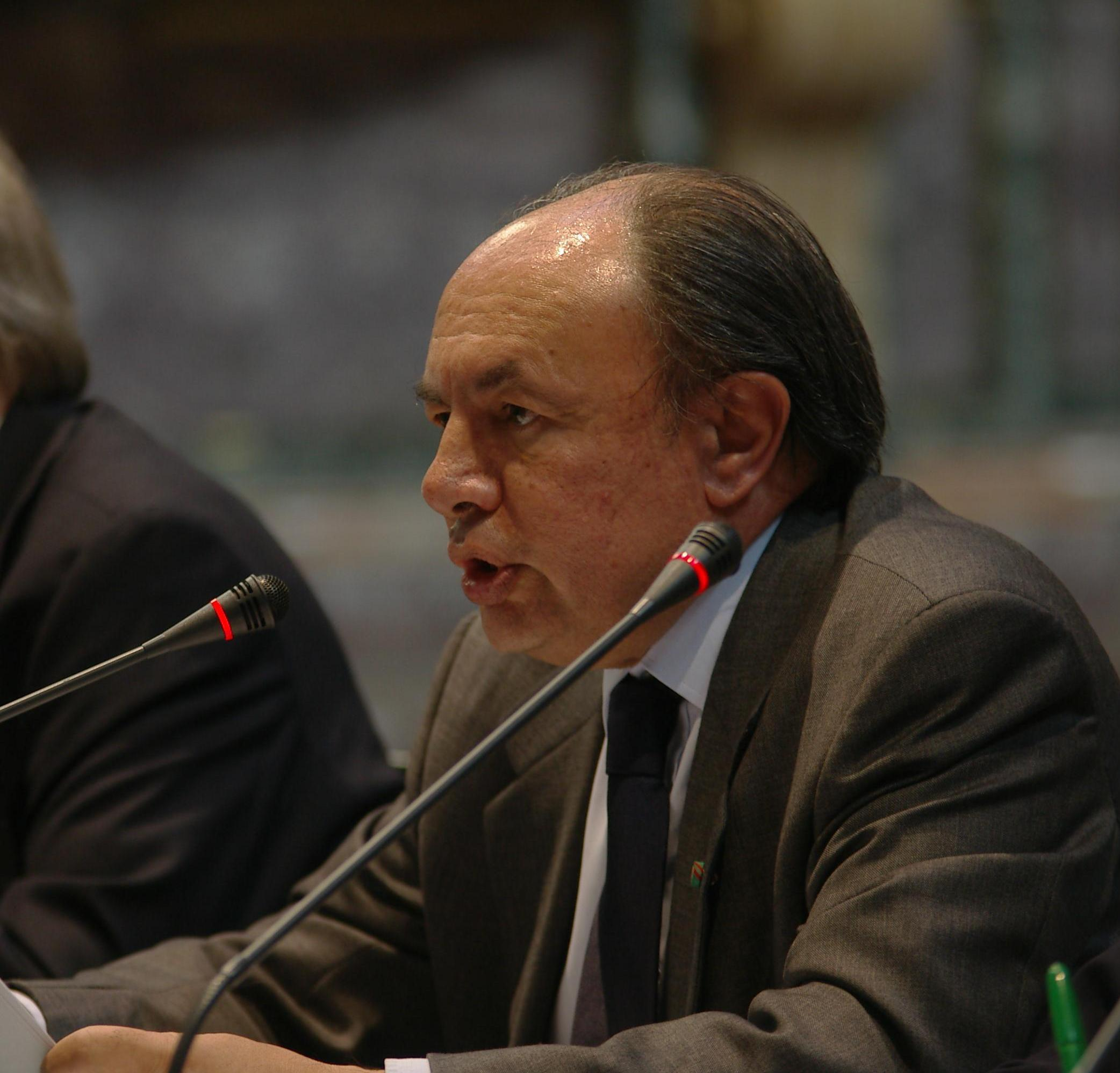
Fulvio Tessitore, 2005

Fulvio Tessitore (* 10. Mai 1937 in Neapel) ist ein italienischer Philosoph, Historiker und Politiker.
Tessitore studierte an der Universität Neapel, wo er unter anderem Schüler von Pietro Piovani war. Nach seiner Promotion zu einem rechtsphilosophischen Thema lehrte er seit 1964 als Dozent an den Universitäten von Salerno und Neapel. Von 1978 bis 1993 war er Präsident der Philosophischen Fakultät der Universität Neapel, von 1993 bis 2001 deren Rektor.
Die Hauptarbeitsgebiete von Tessitore liegen beim Historismus sowie bei Autoren wie Giambattista Vico, Wilhelm von Humboldt und Friedrich Meinecke. Seit 1970 ist er Herausgeber des Bollettino del Centro di Studi Vichiani und seit 1988 des Archivio di Storia della Cultura. 
Er lehrte als Gastdozent an den Universitäten Caracas, Valencia, Salamanca, Nürnberg-Erlangen, Düsseldorf, Halle-Wittenberg, Braunschweig sowie an der Scuola Normale Superiore di Pisa. 
Tessitore war von 2001 bis 2005 Senator der Republik Italien und von 2005 bis 2007 Mitglied der Abgeordnetenkammer (Democratici di Sinistra – L’Ulivo).

## Schriften (Auswahl)
- Contributi alla storia e alla teoria dello storicismo, Edizioni di Storia e Letteratura, Roma, 1995–2000 (5 Bände)
- Kritischer Historismus, Böhlau, Köln-Weimar-Wien 2005
- Introduzione a Meinecke, Laterza, Roma-Bari 1998. ISBN 978-88-420-5473-3